# 代资邮戳

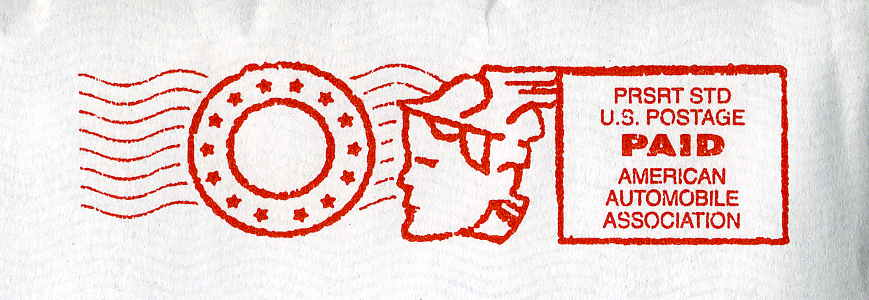
美国的代资邮戳（2005年）

代资邮戳是邮件上表示寄件人已预付邮资的标记（与自粘式邮票不同）， 有与日戳构成双联形式的，也有单独使用的。它又可分为手盖戳和机盖戳两类，还有盖在纸上或印在纸上再粘到邮件上的“代票”形式。近些年来，电子邮资机可以打印出多种面值的邮资签条，其上还印有一些花纹和图案，也很受欢迎，在一些国家颇有取代普通邮票的势头。
“邮资图案”这个术语或多或少可以与其互换使用，但有些印记并不是邮资图。其中一个例子就是手盖戳，可在本条目的图片中看到。

## 印记形式
代资邮戳的印记可以采用多种形式，包括印刷图案和在通常贴有邮票的地方进行手盖来表示预付邮资。印在邮政用品上的邮资图案也属此类。
该术语也指邮资机戳盖印或其中标明价值或邮资的部分。

## 邮戳样式

### 中国邮政
在中国大陆，代資郵戳包括注明“邮资已付”、“邮资总付”及盖有相应邮资数值等形式。

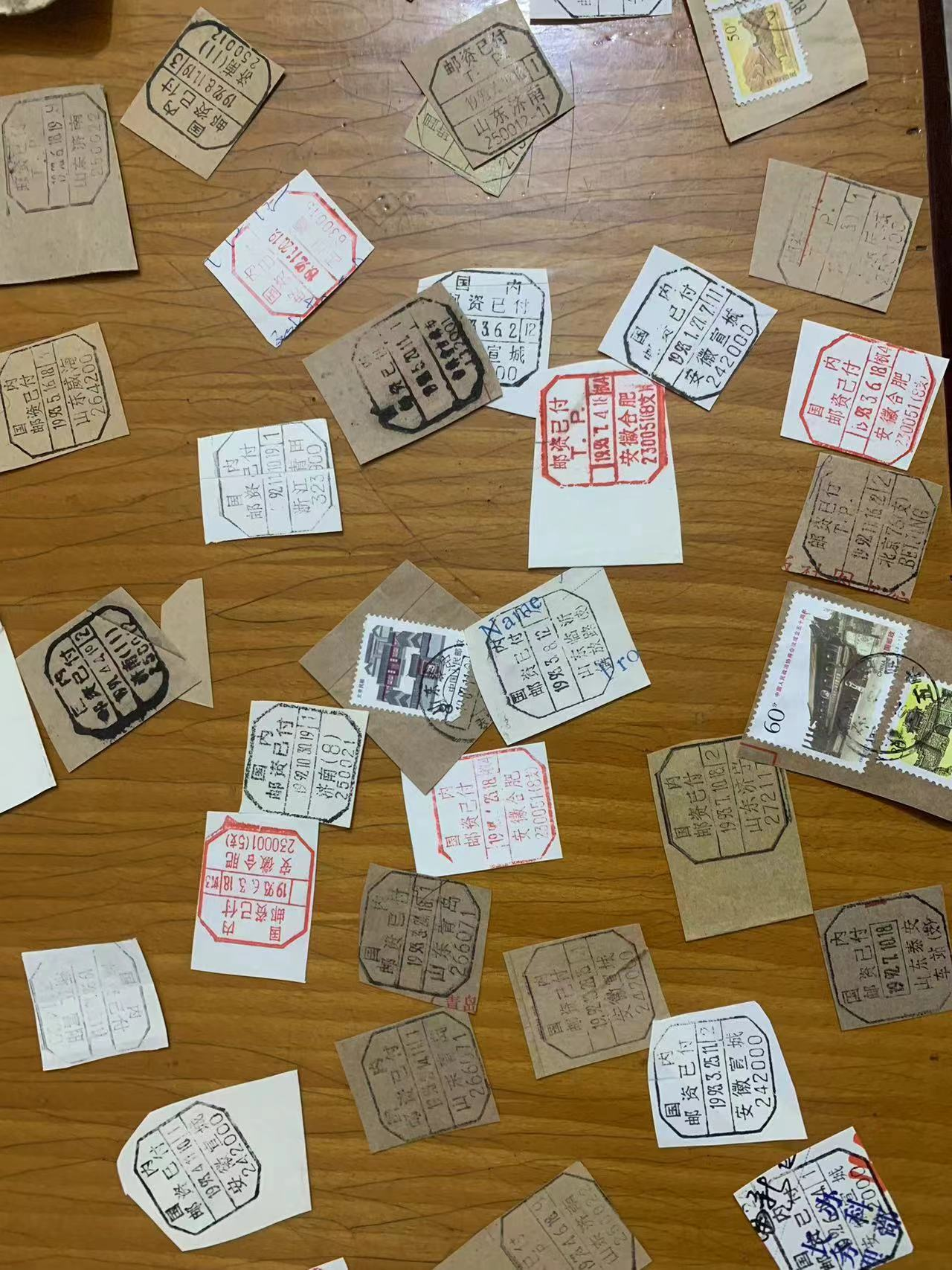
从信封上剪下的中国邮政20世纪90年代“邮资已付 T.P.”邮戳盖印切片
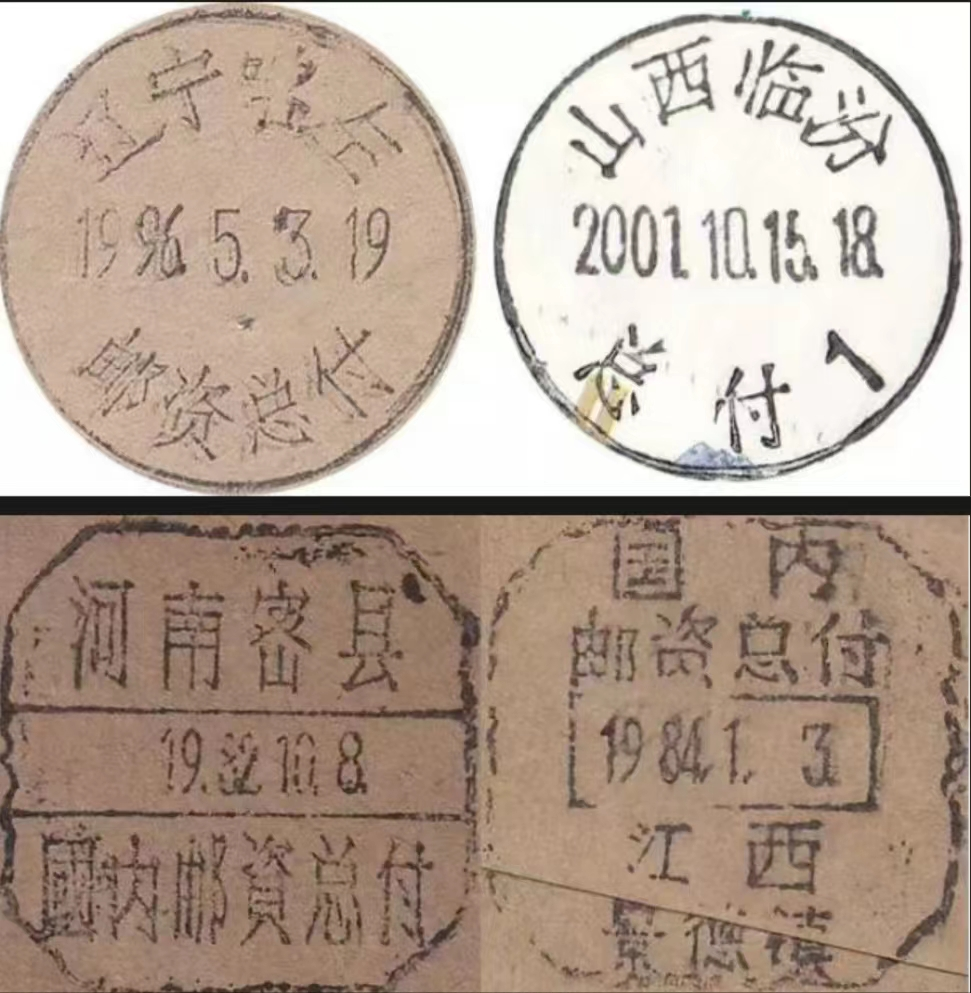
中国邮政的“邮资总付”代資郵戳盖印
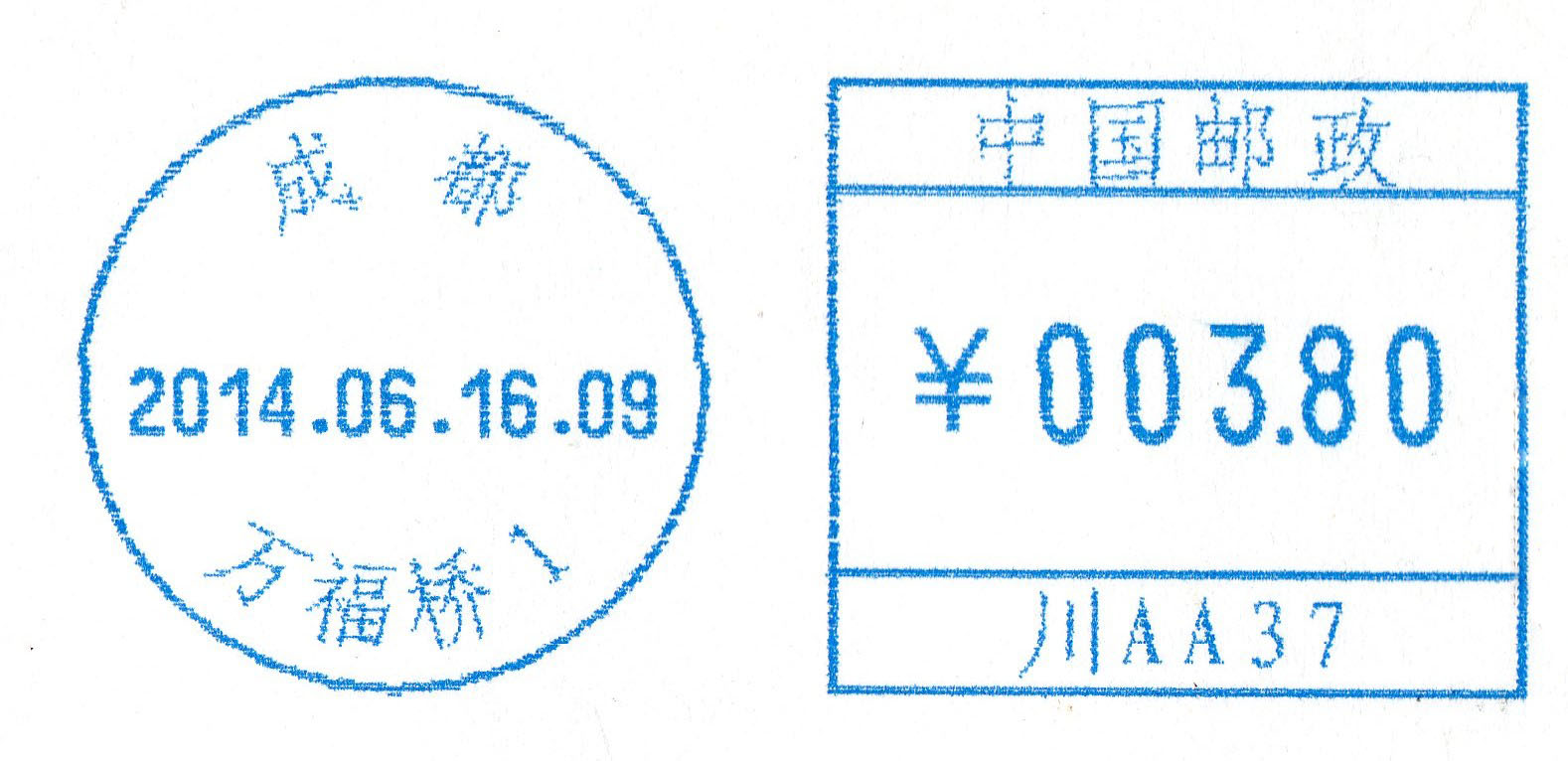
中国邮政的邮资机戳。包括右侧的机盖代資郵戳部分（邮资为3.8元），与左侧的日戳构成了双联形式

### 香港邮政

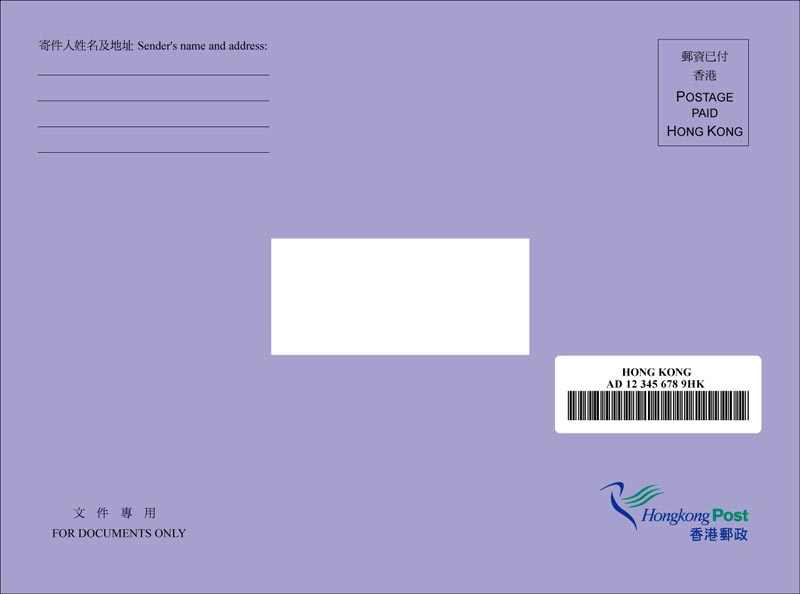
香港邮政推出的「郵資已付信封」

「郵資已付信封」的售價為每個港幣5元，適用於提交政府部門各類型的申請表格。它採用單一收費模式，令寄件人無需顧慮計算郵資的問題。妥為封好的「郵資已付信封」，只要內載文件不超出信封的容量， 即可放入郵箱或於各郵政局投寄。每個郵資已付信封只限使用一次。不得剪出郵資已付信封上的郵資已付標記，以支付投寄其他郵件的郵資。

### 其他地区

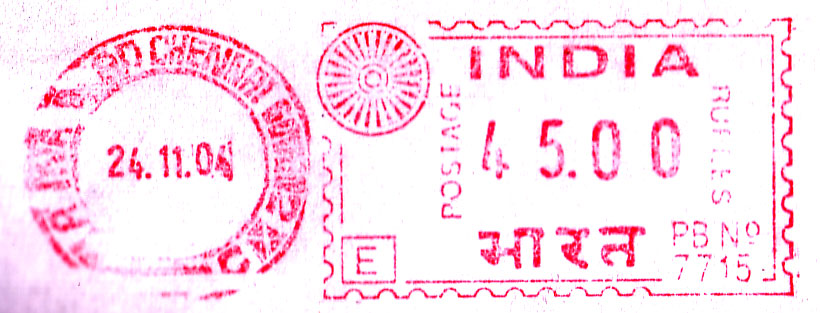
印度邮政的机打邮资凭证，即邮资机戳
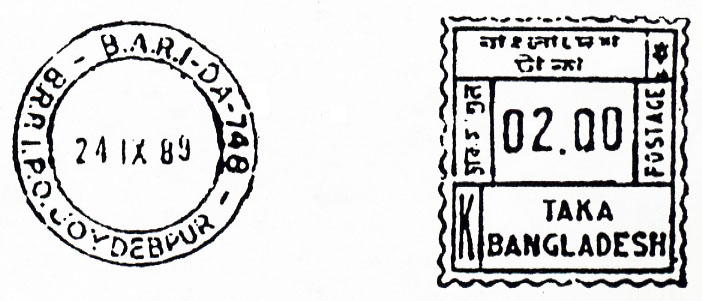
孟加拉国的邮资机戳。包括右侧的代资邮戳部分，与左侧的日戳构成了双联形式
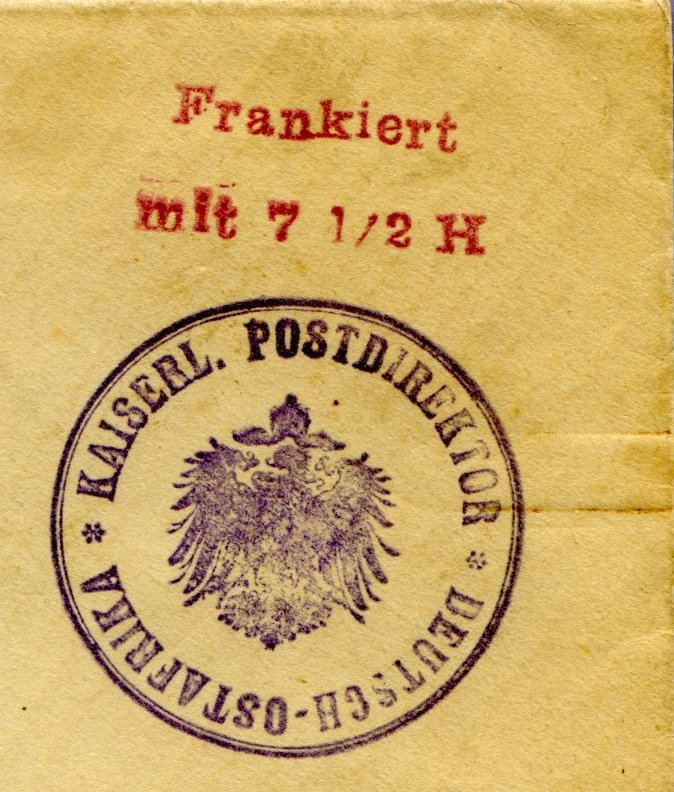
来自德属东非的手销邮戳，表明已预付邮资。第一次世界大战期间，由于邮票稀缺，邮政当局在公众携带的信封上手印“Frankiert mit 7½ H”（并加上邮政局长的印章）。
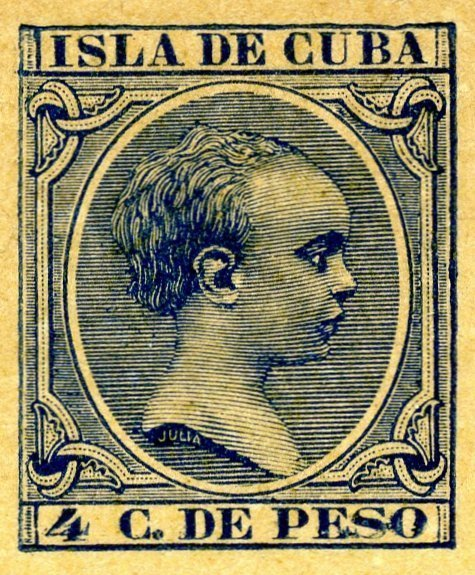
1894年古巴邮资明信片上的邮资图案，描绘了5岁的阿方索十三世

## 另请参见
- 邮戳
- 邮资机戳